# Crítica literária feminista
A crítica literária feminista é a crítica literária baseada na teoria feminista, ou, mais genericamente, pelas políticas do feminismo. Ela usa os princípios feministas para estudar a linguagem da literatura. Nesta escola de pensamento, procura-se analisar e descrever as formas pelas quais a literatura retrata a narrativa da dominação masculina, considerando os fatores econômicos, sociais, políticos e psicológicos embutidos nos textos literários.
A história da crítica literária feminista é extensa e vai desde textos clássicos de escritoras do século XIX, como George Eliot e Margaret Fuller, até trabalhos teóricos de ponta de autoras da Terceira onda do feminismo. Uma referência fundamental do campo é a escritora inglesa Virginia Woolf. Seu ensaio Um Teto Todo Seu, que reúne e aprofunda o conteúdo de duas palestras proferidas pela escritora em 1928, é "geralmente considerada uma pedra angular da crítica literária feminista".
Até a década de 1970 (na primeira e segunda onda do feminismo), a crítica literária feminista se preocupava com questões de autoria e com a representação da condição das mulheres dentro da literatura - em particular, com a representação de personagens fictícias femininas. No centro do debate estava também o problema da exclusão das mulheres do cânone da literatura. 
Embora a preocupação tradicional com a representação das mulheres continue sendo central à crítica feminista, trabalhos mais modernos lidam com questões relacionadas às estruturas patriarcais arraigadas em aspectos chave da sociedade, como a educação, a política e a força de trabalho, quer essas estruturas sejam efeito de programações intencionais ou não. A crítica literária feminista tem sido associada, ainda, à constituição do campo da Teoria queer.
Lisa Tuttle definiu a teoria feminista como uma abordagem que formula "novas questões de textos antigos". Ela cita como objetivos da crítica feminista: (1) desenvolver e descobrir a tradição feminista na literatura, (2) interpretar o simbolismo das mulheres na literatura, de modo que ele não seja perdido ou ignorado pelo ponto de vista masculino, (3) reencontrar antigos textos, (4) analisar as autoras e seus escritos a partir de uma perspectiva feminina, (5) resistir ao sexismo na literatura e (6) aumentar a conscientização sobre a política sexual da linguagem e do estilo.

## Métodos utilizados
Os estudos feministas desenvolveram uma infinidade de maneiras para descompactar a literatura e analisá-la sob a lente do feminismo. Estudiosas do campo da Crítica Feminina procuraram divorciar a análise literária de argumentos baseados na mera correção de enunciados. Para isso, optaram por focar suas análises críticas em elementos literários (enredo, personagens etc.) e identificar a ocorrência misoginia implícita na estrutura das histórias em si. Outras escolas, tais como a ginocrítica, utilizam abordagens historicistas na crítica literária, analisando como obras femininas exemplares retratam as estruturas de gênero.
Estudiosos mais contemporâneos tentam compreender os pontos de interseção da feminilidade e problematizar as nossas suposições comuns sobre as políticas de gênero, acessando diferentes categorias de identidade (raça, classe, orientação sexual etc.). O objetivo final de qualquer uma dessas ferramentas é de descobrir e expor tensões patriarcais subjacentes em obras literárias e interrogar de que forma nossas suposições básicas sobre elas são efeito da subordinação feminina. Desta forma, a literatura se torna mais acessível a um público abrangente e obras que, historicamente, receberam pouca ou nenhuma atenção - devido às restrições de algumas culturas em torno da autoria feminina - podem ser analisadas em sua forma original e integral. 
Com o desenvolvimento de concepções mais complexas de gênero e subjetividade, a crítica literária feminista tem adotado uma variedade de novas rotas, nomeadamente como tributária da tradição da teoria crítica da Escola de Frankfurt, que analisa como a ideologia dominante influencia a compreensão da sociedade sobre determinados temas. O gênero passou também a ser considerado, sob a ótica das vertentes freudiana e lacaniana da psicanálise, como aspecto importante para a desconstrução das relações existentes de poder e como um projeto político concreto.
As mulheres também começaram a abordar temas antipatriarcais para protestar contra a censura histórica da literatura escrita por mulheres. A literatura feminista decadente da década de 1990, por exemplo, foi concebida como um desafio direto à política sexual do patriarcado. Ao explorar a diversidade sexual das mulheres e identidades lésbicas e queer, autoras como Rita Felski e Judith Bennet foram capazes de atrair mais atenção sobre questões feministas na literatura.

## História recente
A crítica literária moderna feminista encontra suas raízes na década de 1960, na segunda onda do feminismo. Partindo do questionamento da literatura centrada em uma visão de mundo masculina que retratava as mulheres a partir de modelos humilhação e opressão, teóricas como Mary Ellman, Kate Millett e Germaine Greer desafiaram as concepções do feminino dentro da academia.
Em 1977, Elain Showalter se tornou referência adotando o método ginocrítico em seu trabalho A Literature of their Own. Na época, a academia não estava mais interessada apenas na simples demarcação das narrativas de opressão, mas também na criação de espaços para a fruição estética dos trabalhos de autoras do passado, presente e futuro.
Estudiosas francesas, como Julia Kristeva, Hélène Cixous e Luce Irigaray, introduziram discursos psicanalíticos em suas obras com uso das teorias de Sigmund Freud e Jacques Lacan como ferramentas para conectar os anseios femininos nos textos literários com verdades mais amplas sobre o papel da mulher na sociedade. Críticas feministas que atualmente fazem parte desse campo Hortense Spillers, Susan Gubar, Nancy Armstrong, Annette Kolodny e Irene Tayler. 
No pós-era dos Direitos Civis nos Estados Unidos, o Feminismo negro emergiu como um referencial importante na crítica literária feminista e como uma resposta às narrativas masculinas do empoderamento negro. Apesar de não ser propriamente um texto crítico, o livro The Black Woman: An Anthology, editado por Cade (1970) é visto como essencial para a ascensão da crítica e teoria literária negras. O livro é uma compilação de poemas, contos e ensaios que deram origem a novas formas institucionalmente apoiadas de estudos literários negros. Alguns anos depois, em 1977, o Coletivo Combahee River lançou "A Black Feminist Statement", um dos textos mais famosos da crítica negra, que procurou demonstrar que o feminismo literário era um componente importante para a libertação da mulher negra.
Já na década de 1980, Hazel Carby, Barbara Christian, bell hooks, Nellie McKay, Valerie Smith, Hortense Spillers, Eleanor Traylor, Cheryl Wall  e Sheryl Ann Williams foram algumas das autoras que contribuíram fortemente com o Feminismo Negro. Deborah E. McDowell publicou New Directions for Black Feminist Criticism, que defendia a proposta de uma escola crítica mais teórica na comparação com trabalhos contemporâneos, que ela considerava excessivamente pragmáticos. 